# Luna (ukrainische Band)
Luna ist eine 2013 gegründete instrumentale Death- und Funeral-Doom-Band.

## Geschichte
Anton „DeMort“ Semenenko gründete Luna 2013 gezielt als instrumentales Solo-Projekt. Das Fehlen des Gesangs soll durch den Einsatz von Leadinstrumenten ausgeglichen werden und Rezipienten Interpretationsspielraum eröffnen. Weitere Informationen zur Bandbiografie sind nicht publik. Die Banddarstellung des Webzines Doom-Metal.com beschreibt das Projekt als „etwas mysteriöse Entität“ von dem nur wenig weitere biografische Informationen öffentlich zugänglich sind.

## Werk und Wirkung
Semeneko debütierte mit Luna 2014 mit dem Album Ashes to Ashes, welches über Solitude Productions erschien. Die Kooperation mit dem russischen Independent-Label behielt er anschließend bei, beteiligte sich an den dem Label gewidmeten Split-Alben Solitude Vaults: 10 Years of Doom mit Embrace of Silence, Enth und Edenian 2015 und Solitude Vaults: 13 Years of Doom mit Sorrowful Land,  Fvneral Fvkk und Postmortal 2018 sowie eine Reihe Alben und Musikdownloads. Alle Alben erhielten internationale Beachtung.

### Stil
In einer Banddarstellung des Webzines Doom-Metal.com wird die von Luna gespielte Musik als ähnlich der von Ea und The Howling Void beschrieben. Das Projekt böte instrumentale Stücke auf Albumlänge die eine melodische Mischung aus von Funeral Doom und Death Doom präsentieren. In einer für Metal.de verfassten Besprechung des Albums Ashes to Ashes wird die Musik als Crossover aus „Neo-Klassik, Weltuntergangssoundtrack und Death Doom“ beschrieben. Stefano Cavanna beschrieb das Projekt für das italienische Webzine Metal Eyes Kopie mehrfach als Epigon von Ea und Monolithe. Als Stereotyp des instrumentalen Projektes gelten besonders lange Stücke sowie die Kombination aus Death- und Funeral Doom mit orchestralen Arrangements.
Als Leadinstrument werden von Semenenko bei Luna Tasteninstrumente eingesetzt. Als Dominant wird dabei die Nutzung des Keyboard empfunden. Dies präsentiere sich „in allen Facetten, die man sich bei einem Tasteninstrument so vorstellen kann: massive Flächen, führende Klaviermelodien und orchestrale Arrangements“ prägen demnach den Gesamtklang. Derweil diese Instrumentierung die „Führungen zu haben [scheint, sind] die Gitarre, soweit überhaupt vorhanden, […] mit ihren wenigen Riffs unter[geordnet].“ Indes bleibt die Musik anhaltend langsam, „auch wenn das Schlagzeug die eine oder andere Double-Bass-Einlage“ präsentiert. Aufgrund des Fokus auf Instrumentalmusik wird dem Projekt eine cineastische Atmosphäre bescheinigt. Die Musik sei „geprägt von seiner wirklich pompösen Aufmachung, die zwischen Streicherpassagen, Keyboard-Gigantismus und mitreißenden Gitarren auch noch Raum für die eine oder andere kurze Hookline lässt.“

### Rezeption

#### Ashes to Ashes
Bereits das 2014 veröffentlichte Debüt stieß auf internationale Anerkennung. Für deutsch-, italienisch- und englischsprachige Webzines wurde das Album rezensiert. Für Metal.de schrieb Sven Lattemann, dass die Musik Gefahr Laufe in „Hintergrundmusik“ abzudriften und es Luna mit Ashes to Ashes nicht anhaltend gelänge, „die Spannung aufrechtzuerhalten.“ Er vergab sechs von zehn optionalen Wertungspunkten. Ebenso bewertete Joxe Schaefer für Crossfire-Metal das Album, wie auch Lattemann verwies er darauf, dass das Album ein Debüt sei, so nannte er es ein „erstes Lebenszeichen, und zwar ein sehr Episches.“ Für metal1.info besprach Jan Müller das Album und vergab sieben von zehn möglichen Wertungspunkten. Er lobte das Album als Atmosphärisch und Keyboard-betont, sofern man jedoch einen „Faible für diese Art von Atmosphäre haben, […] wird man nahezu uneingeschränkt glücklich mit DeMorts Visionen.“
Ein insgesamt „sehr überzeugendes und gelungenes Album“ schrieb Sebastian für Biotech Punk. Dominik Sonders besprach das Album für Doom-Metal.com mit einer Wertung von 7.5 von zehn möglichen Punkten. Wie andere Rezensenten auch, verwies er auf den Status des Albums als Debüt und sprach dem Projekt Verbesserungs- und Entwicklungspotenzial zu. Insbesondere das weiträumige Auslassen des Gesang hob er lobend hervor. Für das Webzine Hatred Means War wurde das Album für Genre-Interessierte uneingeschränkt empfohlen. Ebenso urteilte Rich Dodgin über Ashes to Ashes All about the Rock mit einer Wertung von neun bei zehn optionalen Punkten. Stefano Cavanna besprach das Album für Metal Eyes, vergab 6.8 von zehn möglichen Punkten und kritisierte das Projekt als eine einfallslose Kopie von Ea und Monolithe. In seiner Besprechung für die nachfolgende EP There is No Tomorrow gone beyond sorrow Under a Sheltering Mask bescheinigt er Luna sich von der klischeehaften Kopie emanzipiert zu haben und vergab 7.8 von zehn möglichen Punkten.

#### On the Other Side of Life
Auch das zweite Studioalbum wurde international beachtet und erneut fiel die Kritik gespalten aus. Für das Aristocrazia Webzine schrieb Vlakorados über On the Other Side of Life, dass das Album aufgrund des fehlenden Gesangs und der Länge der Stücke einen begrenzten Hörerpool anspreche, andererseits seien dieselben Elemente Faktoren, die das Album ausmachen und manchen besonders gefallen könnten. André Gabriel vergab für Metal.de vier von zehn möglichen Punkten ihn erreichen, seinem Urteil folgend „weder einzelne Töne noch die in unerträgliche Längen gezogenen, deutlich uninspirierten und somit reichlich spannungsarmen Kompositionen.“ Stefano Cavanna besprach On the Other Side of Life erneut für Metal Eyes, vergab sieben von zehn möglichen Punkten und bestärkte seine schon an Ashes to Ashes geübte Kritik, dass Luna einfallslos und nicht eigenständig erscheine. Dem Gegenüber betonte Trishay J. Trada für Doom-Metal.com, bei einer Wertung von acht von zehn Punkten, dass Luna eine „erfrischend authentische Treue zum klassischen Funeral Doom“ verkörpere ohne potentiellen Trends nachzueifern. Dabei gelänge es dem Projekt der Musik einzigartigen Ausdruck zu verleihen. Für Infernal Masquerade vergab Dark 88 von 100 möglichen Punkten und bescheinigte Luna, eine der „führenden Bands des Atmospheric/Symphonic Funeral Doom Metal“ zu sein. Die Beteiligung an dem Label-Sampler Solitude Vaults: 10 Years of Doom begrenzte sich auf die Stücke der EP There Is No Tomorrow Gone Beyond Sorrow Under a Sheltering Mask. Der Beitrag wurde als einer der nachhaltigeren der Kompilation gewertet, derweil der Zusammenstellung insgesamt bescheinigt wurde, einen guten Überblick über das Schaffen des Labels darzustellen.

#### Swallow Me Leaden Sky
Die Besprechungen des dritten Albums Swallow Me Leaden Sky blieben durchgehend positiv. Stefano Cavanna besprach auch dies Album für Metal Eyes, vergab 7.4 von zehn möglichen Punkten und bestärkte seine geübte Kritik in der Band einen Epigon von Ea zu sehen bescheinigte dem Projekt jedoch eine qualitative Steigerung. Für Dead Rhetoric vergab Kyle McGinn 7.5 von zehn möglichen Wertungspunkten, beschrieb das Album als Sehnsuchtsvoll und Kontemplativ sowie als einen „wahren Blick in das Abyss“, der nicht alltäglich genießbar sei. OccultBlackMetal vergab für das Hatred Means War Zine acht von zehn optionalen Punkten und beschrieb die Musik als „großartig klingende symphonische und instrumentale Mischung“. Ähnlich beschrieb Islander für No Clean Singing die Musik als eine „der suggestiven Art,“  die von hoher Qualität sei. So könne „Swallow Me Leaden Sky Fans von bleiern schwerer symphonischer Dichtung empfohlen“ werden. Ähnlich urteilte für Powermetal.de Björn Backes über Swallow Me Leaden Sky. Es sei „ein Bombast-Epos, dass szeneweit seinesgleichen sucht“ und vergab neun von zehn möglichen Punkten. Ein Jahr vor dem Album erschien die Download-Single Ceremony die zuerst kaum Beachtung erfuhr. Erst als Beteiligung an der 2018 erschienenen Kompilation Solitude Vaults: 13 Years Of Doom wurde das Stück honoriert und mit 7.5 von zehn möglichen Punkten als bestes der als angemessen bewerteten Zusammenstellung gelobt.

#### Luna
Luna, das vierte Album, wurde gegenüber den vorherigen Veröffentlichungen kaum beachtet. Riccardo Veronese besprach das Album für Doom-Metal.com mit einer Wertung von sieben von zehn möglichen Punkten. Es verkörpere „immer noch den Klang und die Produktion, die man von der Band erwartet, aber sie versucht, die Grenzen ein bisschen weiter zu verschieben.“ Das Album sei durchaus solide und besonders das Eröffnungsstück steche heraus, doch über das komplette Album hinweg desillusionierend, „da diese Band viel mehr zu bieten hat.“ Paganius I. schrieb für Metal Viewer, dass auf Luna Funeral Doom und orchestrale Arrangements „verschmelzen“ und „ein intensives und packendes Abenteuer auf das man sich sehr gerne einlässt“ erzeugen.